# Trochomorpha
Trochomorpha is een geslacht van weekdieren uit de  familie van de Trochomorphidae.

## Soorten
- Trochomorpha backhuysi Delsaerdt, 2016
- Trochomorpha haptoderma Vermeulen, Liew & Schilthuizen, 2015
- Trochomorpha lofti Delsaerdt, 2016
- Trochomorpha rhysa Tillier & Bouchet, 1989
- Trochomorpha thelecoryphe Vermeulen, Liew & Schilthuizen, 2015
- Trochomorpha trachus Vermeulen, Liew & Schilthuizen, 2015
- Trochomorpha typus H.B. Baker, 1941